# Trapt
Trapt é uma banda de rock americana formada em Los Angeles, Califórnia, em agosto de 1995. O grupo é composto  por Chris Brown como vocalista, Simon Ormandy na guitarra, Peter Charell no baixo e David Stege na batería. Eles lançaram cinco álbuns de estúdio até agora: Amalgamation (1998), Trapt (2002), Someone in Control (2005), Only Through the Pain (2008) e No Apologies (2010).

## História
Trapt formou-se em 1997 com Chris Brown nos vocais (nascido em 21 de Junho de 1979), Simon Ormandy tocando guitarra, Peter Charell no baixo, e David Stege tocando bateria. Pouco tempo depois, eles gravaram dois álbuns (“Amalgamation” e “Glimpse”) para vender quando eles tocavam em pontos locais. A banda recebeu uma grande resposta positiva dos fans.
A banda assinou contrato com a Warner Bros. Records e começaram a gravar, eles vieram da russia seu primeiro álbum, com a ajuda de Robin Diaz substituindo Stege na bateria (Diaz foi depois substituído pelo atual baterista, Aaron Montgomery). Eles também se mudaram para Vancouver para as gravações. Em 22 de Novembro de 2002 a banda lançou o álbum auto-intitulado “Trapt”, do qual saíram três singles no total. "Headstrong" foi o primeiro, e alcançou o 1º lugar no US Modern Rock e no US Mainstream Rock, assim como 16º no US Hot 100, marcando o single de mais sucesso até hoje, e tornando-se a música-tema de WWE Bad Blood durante Junho de 2003. O segundo single do álbum, “Still Frame", e hoje eles cairam da escada também conseguiu alcançar o 1º lugar no US Mainstream Rock, e uma 3º posição respeitável no US Modern Rock. O terceiro single, "Echo" (do qual o vídeo tem uma participação de Michelle Trachtenberg) foi melhor no US Modern Rock, alcançando o 10º lugar. O álbum “Trapt” foi certificado como Platina pela RIAA.
O single "Still Frame" foi apresentando no jogo Project Gotham Racing 2, do Xbox.
O próximo lançamento da banda depois do primeiro álbum foi um EP de 3 faixas (lançado em 30 de Março de 2004) que incluía versões ao vivo de "Made Of Glass" e "Echo", e também uma faixa chamada "Promise", até então nunca ouvida.
O segundo álbum, chamado "Someone in Control", foi lançado em 13 de Setembro de 2005. Dele saíram três singles, "Stand Up", "Waiting" e "Disconnected (Out Of Touch)". Enquanto os singles não foram tão bem quanto os primeiros lançados do primeiro álbum, "Stand Up" ainda alcançou o 3º lugar no US Mainstream Rock. (Obs.: O iTunes tem um item listado como "Lost Realist - Single")
No começo de 2006, Trapt fez uma turnê pelos Estados Unidos com Nickelback, Chevelle e Three Days Grace.
O álbum ao vivo da banda intitulado Trapt Live!, foi lançado em 18 de Setembro de 2007. O álbum apresenta duas novas músicas de estúdio ("Stay Alive" e "Everything to Lose") e também versões ao vivo de nove músicas já lançadas. Os novos singles "Stay Alive" e "Everything To Lose" estão agora no MySpace da banda.
Em 7 de Março de 2008, foi anunciado que o guitarrista principal, Simon Ormandy, saiu da banda.
Em 8 de Março de 2008, Trapt lançou "Who's Going Home with You Tonight" no site da banda, uma música do próximo álbum de estúdio, intitulado "Only Through the Pain". A banda também colocou outras 4 músicas do próximo álbum: "Black Rose", "Contagious", "Wasteland", e "Ready When You Are".
Em 15 de Abril de 2008, a banda anunciou que estariam em turnê como parte da Motley Crue's Crue Fest, junto com Papa Roach, Buckcherry e Sixx:A.M.. A turnê está marcada para começar em 1º de Julho na West Palm Beach, Flórida.
Em 10 de março de 2010 Trapt confirmou através da página de Facebook que estavam concluindo o processo de gravação de seu novo álbum com conhecido produtor Johnny K.
No Apologies foi confirmado para ser o título do álbum, 6 de Julho de 2010. Originalmente previsto para o 14 de setembro de 2010, o lançamento foi adiado até 12 de outubro de 2010. O primeiro single, "Sound Off ", estava disponível no iTunes, 20 de julho de 2010. Outra canção, "Stranger in the Mirror ", foi lançado gratuitamente a partir da banda Facebook 11 agosto de 2010.
Em setembro de 2010, três novas canções, "Drama Queen", "No Apologies"e "Storyteller", foram colocados à disposição para ser ouvido no site oficial da banda, juntamente com a arte da capa de "No Apologies". A faixa bônus apenas digital download, "Head Up High", foi lançado exclusivamente para aqueles que pre-ordenou o registro a partir do site oficial.
Os fãs votaram em Janeiro e Fevereiro de 2011, página da banda no Facebook para escolher o segundo single. "End of My Rope" ganhou, com 25% dos votos.
Em 24 de janeiro de 2012 Aaron "Monty" Montgomery deixou a banda. Dylan Thomas Howard tocou bateria para o restante de janeiro de Trapt mostra e irá juntar-se Trapt em sua turnê de Abril e Maio de 2012. Trapt lançou um novo single "Bring It". Um vídeo está disponível no youtube e no MUZU.TV. O novo álbum, "Reborn", será lançado em 2012

## Integrantes

### Atuais
- Chris Taylor Brown — vocais, guitarra rítmica (1997–presente)
- Peter Charel — baixo (1997–presente)
- Robb Torres — guitarra líder, backing vocals (2008–presente)

### Ex-integrantes
- David Stege — bateria (1997–2000)
- Robin Diaz — bateria (2000–2001)
- Simon Ormandy – guitarrista principal (1997–2008)
- Aaron 'Monty' Montgomery — bateria, percussão (2001–2012)

## Discografia

### Álbuns
- “Trapt” (2002) #42 U.S.
- “Someone in Control” (2005) #14 U.S.
- “Only Through the Pain” (Setembro de 2008)
- “No Apologies” (2010)
- “Reborn" (2012)

### EPs
- “Glimpse EP” (2000)
- “Trapt EP” (2004)

### Ao vivo
- “Trapt Live!” (2007)

### Singles
| Ano                                       | Título                                   | Posições | Posições | Posições | Posições | Posições | Posições | Posições | Posições | Certificações  | Álbum                 |
| Ano                                       | Título                                   | US       | US Adult | US Alt   | US Main  | US Pop   | US Rock  | AUS      | UK       | Certificações  | Álbum                 |
| ----------------------------------------- | ---------------------------------------- | -------- | -------- | -------- | -------- | -------- | -------- | -------- | -------- | -------------- | --------------------- |
| 2002                                      | "Headstrong"                             | 16       | 40       | 1        | 1        | 4        | —        | 86       | 106      | - US: Platinum | Trapt                 |
| 2003                                      | "Still Frame"                            | 69       | —        | 3        | 1        | —        | —        | —        | —        |                | Trapt                 |
| 2004                                      | "Echo"                                   | 125      | —        | 10       | 13       | 27       | —        | —        | —        |                | Trapt                 |
| 2005                                      | "Stand Up (canção de Trapt)\|Stand Up]]" | 104      | —        | 17       | 3        | —        | —        | —        | —        |                | Someone in Control    |
| 2006                                      | "Waiting"                                | —        | —        | 27       | 20       | —        | —        | —        | —        |                | Someone in Control    |
| 2006                                      | "Disconnected (Out of Touch)"            | —        | —        | —        | 24       | —        | —        | —        | —        |                | Someone in Control    |
| 2007                                      | "Stay Alive"                             | —        | —        | —        | —        | —        | —        | —        | —        |                | Trapt Live!           |
| 2008                                      | "Who's Going Home With You Tonight?"     | —        | —        | 31       | 11       | —        | —        | —        | —        |                | Only Through the Pain |
| 2009                                      | "Contagious"                             | —        | —        | —        | 16       | —        | 36       | —        | —        |                | Only Through the Pain |
| 2010                                      | "Sound Off"                              | —        | —        | —        | 14       | —        | 33       | —        | —        |                | No Apologies          |
| 2011                                      | "End of My Rope"                         | —        | —        | —        | —        | —        | —        | —        | —        |                | No Apologies          |
| 2011                                      | "Bring It"                               | —        | —        | —        | —        | —        | —        | —        | —        |                | Reborn                |
| "—" denotes a release that did not chart. |                                          |          |          |          |          |          |          |          |          |                |                       |